# ژان-لو شامو
ژان-لو شامو (انگلیسی: Jean-Lou Chameau)؛ (زادهٔ:۱۹۵۳) سیاست‌مدار اهل فرانسه بود. او مهندس عمران و رئیس پیشین دانشگاه علم و صنعت ملک عبدالله عربستان در ثول و همچنین رئیس مؤسسه فناوری کالیفرنیا (کلتک) بود. علاوه بر این وی قبلاً ریاست مؤسسه فناوری جورجیا را نیز برعهده داشت.

## زندگی‌نامه
ژان تحصیلات ابتدایی، متوسطه و عالی خود را در فرانسه گذراند و برای تحصیلات تکمیلی در رشته مهندسی و تحقیقات به انیستیتو تکنولوژی پاریس رفت. او برای ادامه تحصیل به ایالات متحده آمریکا رفت و پی‌اچ‌دی خود را در رشته مهندسی عمران از دانشگاه استنفورد اخذ کرد.

## مناصب
در سال ۱۹۸۰، او به دانشگاه بوردو پیوست و به عنوان استاد مهندسی عمران و رئیس برنامه مهندسی ژئوتکنیک این دانشگاه مشغول به کار شد. در سال ۱۹۹۱، او مدیر مدرسه مهندسی عمران و محیط زیست گرجستان شد.
وی همچنین برندهٔ جوایزی همچون لژیون دونور (شوالیه) شده‌است.

## زندگی شخصی
او با کارول کار میکائل، مدیر سابق مؤسسه فناوری و توسعه پایدار، که اکنون به عنوان مؤسسه بروک بایرز شناخته می‌شود ازدواج کرد و هر دو در مؤسسه در تکنولوژی جورجیا فعالیت داشتند.